# Boldklubben Vestia
Boldklubben Vestia (forkortet BK Vestia) er en dansk fodboldklub beliggende i Sydhavnen, København. BK Vestia blev stiftet den 11. maj 1897 under navnet Vesterbro KFUM, og er Københavns 4. ældste fodboldklub efter KB, Frem og B.93. Klubben spiller sine hjemmekampe i Bavnehøj Idrætsanlæg og nogle gange Bavnehøj Skole. Klubbens førstehold spiller i Serie 2, mens andetholdet spiller i Serie 4. Klubben havde 1.412 medlemmer i april 2024, og er dermed den 13. største fodboldklub i København.

## Historie

### De første år
De første år som fodboldklub spillede holdene langbold i Søndermarken. I 1907 begyndte de at spille fodbold ved Jægerhuset. Klubben fik sin første klubhus i 1908.

### Navnændring
Harry Ankerdal opfandt navnet Vestia, efter at KBU krævede at man skulle fjerne KFUM i klubnavnene, hvis klubberne skulle deltage i turneringerne arrangeret af KBU. Navnet Vestia kom fra en sammenskrivning af Vesterbro KFUMs Idræts-Afdeling.

## Kendte spillere
- Jannik Vestergaard